# Division 1 1945-1946
La Division 1 1945-1946 è stata l'8ª edizione della massima serie del campionato francese di calcio, disputato tra il 26 agosto 1945 e il 2 giugno 1946 e concluso con la vittoria dello Lilla, al suo primo titolo.
Capocannoniere del torneo è stato René Bihel (Lilla) con 28 reti.

## Stagione

### Novità
Venne confermata la formula del campionato già in vigore al sorgere del conflitto mondiale, con il lotto delle partecipanti allargato a 18: per permettere l'allargamento a 20 nella stagione successiva, la zona retrocessione avrebbe incluso le ultime due posizioni. Come misura straordinaria post-bellica da parte della federazione, gli effetti di questi piazzamenti non sarebbero stati applicati alle squadre dell'Alsazia-Lorena.
Il gruppo delle squadre partecipanti fu in continuità con l'ultimo campionato prima della sospensione: dalla Division 2 provenivano le due capoliste Rennes e Red Star assieme allo Stade Reims e al Bordeaux, in sostituzione dell'Excelsior Roubaix che si era fuso con altri club cittadini, dando vita al Roubaix-Tourcoing. Sempre per effetto di una fusione scomparvero il Fives e l'Olympique Lillois, originando il Lilla. Il Lione venne invece incluso d'ufficio prendendolo dalle leghe regionali.

## Classifica finale
|       | Pos. | Squadra             | Pt | G  | V  | N  | P  | GF | GS | MR    |
| ----- | ---- | ------------------- | -- | -- | -- | -- | -- | -- | -- | ----- |
|       | 1.   | Lilla               | 45 | 34 | 19 | 7  | 8  | 89 | 44 | 2,023 |
|       | 2    | Saint-Étienne       | 44 | 34 | 20 | 4  | 10 | 86 | 68 | 1,265 |
|       | 3    | Roubaix-Tourcoing   | 41 | 34 | 15 | 11 | 8  | 60 | 38 | 1,519 |
|       | 4    | Stade Reims         | 40 | 34 | 15 | 10 | 9  | 68 | 48 | 1,417 |
|       | 5    | Rennes              | 37 | 34 | 13 | 11 | 10 | 57 | 52 | 1,096 |
|       | 6    | Lens                | 36 | 34 | 14 | 8  | 12 | 72 | 57 | 1,263 |
|       | 7    | Rouen               | 36 | 34 | 14 | 8  | 12 | 53 | 47 | 1,128 |
|       | 8    | RC France           | 35 | 34 | 16 | 3  | 15 | 56 | 52 | 1,077 |
|       | 9    | Olympique Marsiglia | 34 | 34 | 12 | 10 | 12 | 70 | 65 | 1,077 |
|       | 10   | Cannes              | 34 | 34 | 12 | 10 | 12 | 51 | 55 | 0,929 |
|       | 11   | Red Star            | 33 | 34 | 12 | 9  | 13 | 62 | 59 | 1,05  |
|       | 12   | Strasburgo          | 33 | 34 | 13 | 7  | 14 | 53 | 62 | 0,855 |
|       | 13   | Sète                | 32 | 34 | 13 | 6  | 15 | 63 | 65 | 0,969 |
|       | 14   | Bordeaux            | 31 | 34 | 11 | 9  | 14 | 65 | 66 | 0,985 |
|       | 15.  | Lyon OU             | 31 | 34 | 11 | 9  | 14 | 52 | 78 | 0,667 |
|       | 16.  | Le Havre            | 30 | 34 | 13 | 4  | 17 | 48 | 68 | 0,706 |
| [ 1 ] | 17.  | Metz                | 25 | 34 | 10 | 5  | 19 | 40 | 77 | 0,519 |
|       | 18.  | Sochaux             | 15 | 34 | 4  | 7  | 23 | 35 | 79 | 0,443 |

Legenda:
      Campione di Francia
      Retrocesso in Division 2 1946-1947
Note:
Due punti a vittoria, uno a pareggio, zero a sconfitta.
1. 